# The Lost Tapes (álbum de Nas)
The Lost Tapes es un álbum de compilación de canciones inéditas de Nas lanzado en 2002. Varias canciones son singles underground, otras grabados durante las sesiones Stillmatic y otros temas también se tratan de nuevas grabaciones.

## Lista de canciones
1. "Doo Rags" (Producido por Precisión))
2. "My Way" (Producido por The Alchemist)
3. "U Gotta Love It" (Producido por L.E.S.)
4. "Nothing Lasts Forever" (Producido por L.E.S.)
5. "No Idea’s Original" (Producido por The Alchemist)
6. "Blaze a 50" (Producido por L.E.S.)
7. "Everybody’s Crazy" (Producido por Rockwilder)
8. "Purple" (Producido por Hill)
9. "Drunk By Myself" (Producido por Alvin West)
10. "Black Zombie" (Producido por Hill)
11. "Poppa Was a Playa" (Producido por Deric Angelettie)
12. "Fetus (Belly Button Window)" (Producido por The Trackmasters)